# 1426 км (платформа)
1426 кіломе́тр — пасажирський залізничний зупинний пункт Кримської дирекції Придніпровської залізниці на електрифікованій лінії Джанкой — Севастополь між платформою 1432 км (7 км) та станцією Елеваторна (3 км). Розташований біля села Амурське Курманського району Автономної Республіки Крим

## Пасажирське сполучення
На Платформі 1426 км зупиняються приміські електропоїзди сполученням Сімферополь — Євпаторія та Сімферополь — Джанкой / Солоне Озеро.